# Józef Turczyński
Józef Turczyński (Žytomyr, 2 febbraio 1884 – Losanna, 27 dicembre 1953) è stato un pianista, docente e musicologo polacco, che ha esercitato una forte influenza sullo sviluppo dell'insegnamento e della pratica del pianoforte, specialmente nelle opere di Fryderyk Chopin, durante la prima metà del XX secolo.
Fu in gran parte autore di un'edizione esecutiva delle Opere per pianoforte complete di Chopin che è ancora considerata definitiva

## Biografia
Turczyński nacque a Žytomyr, in una parte della Volinia che ora si trova in Ucraina. Fu prima allievo di suo padre; nel 1907-1908 studiò con Ferruccio Busoni a Vienna e debuttò nel 1908. Successivamente studiò con Anna Esipova in Russia e nel 1911 vinse il primo premio al concorso pianistico di San Pietroburgo. Suonò in tutte le capitali europee e, dal 1915 al 1919, fu professore al Conservatorio di Kiev. Tornò quindi in Polonia per assumere l'incarico nel corso di pianoforte al Conservatorio di Stato di Varsavia.
Tra i pianisti che hanno ricevuto lezioni da lui c'erano Halina Czerny-Stefańska (1935–39), Witold Małcużyński, Henryk Sztompka, Max Fishman, Stanisław Szpinalski e Ryszard Bakst.
L'edizione delle opere complete di Chopin, l'edizione più ampiamente accettata dalla seconda guerra mondiale, fu iniziata sotto la presidenza editoriale di Ignacy Jan Paderewski nel 1937. Fu preparata per l'Istituto Fryderyk Chopin di Varsavia (Instytut Fryderyka Chopina, Polskie Wydawnictwo Muzyczne). Alla morte di Paderewski nel 1941, quando aveva appena iniziato, Turczyński assunse l'incarico con Ludwik Bronarski e portò a termine l'opera in 27 volumi nel 1949. Ogni volume contiene un commento battuta per battuta su varianti di testi come supplemento e l'edizione si basava principalmente sul confronto di manoscritti autografi, copie approvate e prime edizioni, con particolare attenzione ai segni dinamici e alle diteggiature originali, ecc.
Negli ultimi anni Turczyński visse in Brasile, ma morì a Losanna, in Svizzera.